# Thelyoxynops antennalis
Thelyoxynops antennalis är en tvåvingeart som först beskrevs av Thompson 1968.  Thelyoxynops antennalis ingår i släktet Thelyoxynops och familjen parasitflugor. Inga underarter finns listade i Catalogue of Life.